# Cornelius Warmerdam
Pour les articles homonymes, voir Warmerdam.
Cornelius Warmerdam né le 22 juin 1915 à Long Beach et décédé le 13 novembre 2001 à Fresno était un athlète américain qui pratiquait le saut à la perche. Surnommé « Dutch » en raison de ses origines néerlandaises, Cornelius Warmerdam a battu 13 fois le record du monde du saut à la perche durant sa carrière sportive (7 fois en plein air et 6 fois en salle). Il bat pour la première fois le record du monde en plein air le 13 avril 1940 à Berkeley, avec un saut à 4,57 m. Pour les Américains cela équivaut à 15 pieds. De record en record, il culminera à 4,77 m en plein air et 4,79 m en salle.

## Biographie

### Jeunesse
Cornelius Warmerdam est né le 22 juin 1915 à Long Beach. Ses parents sont d'origines néerlandaises, ce qui lui vaut son surnom de « Dutch », ; Cornelius Warmerdam est un garçon discret mais sportif, à l'âge de 12 ans, il s'initie au saut à la perche à l'aide d'une branche d'un pêcher qui provient des champs de son père. En 1932, il tente de s'inscrire dans une université grâce à ses performances sportives mais échoue, il se résigne donc à travailler dans les champs de son père ; chose qu'il fera pendant plus d'un an et demi. Warmerdam s'exerce néanmoins toujours au saut à la perche, et il est remarqué par un vendeur de produits de sport alors qu'il est en train de sauter deux fois sa longueur, soit plus de 3,60 m,. Ce vendeur alerte l'Université d'État de Californie à Fresno et Cornelius Warmerdam concourt alors pour cette université dès le printemps 1934.

### Carrière sportive

#### Débuts sportifs
Les diplômes qu'il obtient dans cette université lui permettront d'enseigner l'éducation physique et sportive et d'entraîner des athlètes de l'université d'État de Californie à Fresno en même temps que de pratiquer le saut à la perche, l'amateurisme étant obligatoire pour participer à une compétition régie par l'IAAF à cette époque. Lors qu'il concourt, les perches sont en bambou et sont donc fragiles, le tapis n'existe pas non plus et est remplacé par une fosse remplie de copeaux de bois.

#### Période de gloire
La Seconde Guerre mondiale l'aura privé sans doute d'une médaille olympique.

### Retraite sportive et activités postérieures
Il devient entraîneur d'athlètes, dont les perchistes Fred Barnes et Erkki Mustakari, au Fresno State College en Californie.
En 1990, Warmerdam est victime de la maladie d'Alzheimer. Cornelius Warmerdam meurt le mardi 13 novembre 2001 à l'âge de 86 ans, soit 11 ans après qu'il fut atteint d'Alzheimer.

## Récompenses
Il est élu au Temple de la renommée de l'athlétisme des États-Unis en 1974.
En 2014, il est intronisé au Temple de la renommée de l'IAAF.

## Records du monde battus
Ces tableaux détaillent les records du monde du saut à la perche battus par Cornelius Warmerdam durant sa carrière.
| Performance | Lieu     | Date          |
| 4,77 m      | Modesto  | 23 mai 1942   |
| 4,74 m      | Berkeley | 2 mai 1942    |
| 4,72 m      | Compton  | 6 juin 1941   |
| 4,68 m      | Compton  | 6 juin 1941   |
| 4,64 m      | Stanford | 12 avril 1941 |
| 4,60 m      | Fresno   | 29 juin 1940  |
| 4,57 m      | Berkeley | 13 avril 1940 |

| Performance | Lieu     | Date            |
| 4,79 m      | Chicago  | 20 mars 1943    |
| 4,755 m     | Boston   | 14 février 1942 |
| 4,62 m      | Boston   | 14 février 1942 |
| 4,58 m      | New York | 7 février 1942  |
| 4,485 m     | New York | 7 février 1942  |
| 4,42 m      | Boston   | 11 février 1939 |

| Performance | Lieu     | Date            |
| 4,79 m      | Chicago  | 20 mars 1943    |
| 4,755 m     | Boston   | 14 février 1942 |
| 4,62 m      | Boston   | 14 février 1942 |
| 4,58 m      | New York | 7 février 1942  |
| 4,485 m     | New York | 7 février 1942  |
| 4,42 m      | Boston   | 11 février 1939 |